# Lily Aldrin
Lily Aldrin az Így jártam anyátokkal című sorozat egyik főszereplője, akit Alyson Hannigan játszik (magyar hangja Závodszky Noémi). Lily Marshall barátnője, majd menyasszonya és felesége, aki a sorozat legtöbb epizódjában óvónő, később művészeti tanácsadó. Lily az egyetlen karakter, aki nem szerepel a sorozat mindegyik részében, a negyedik évadban Alyson Hannigan ugyanis szülési szabadságra ment, és ezért pár részből kimaradt.

## A szereplő
Craig Thomas, a sorozat alkotója elárulta egy interjúban, hogy Marshal és Lily kapcsolatát a saját házasságáról mintázta. Mikor a neje ezt megtudta, egy kicsit zaklatott lett, de amikor megtudta, hogy a Buffy, a vámpírok réme című sorozatból már jól ismert Alyson Hannigan fogja játszani a szerepet, megenyhült. Hannigan az Amerikai pite-sorozat után szívesen szerepelt volna több komikus szerepben, így elvállalta a karakter megformálását.

## Személyisége
Lily Aldrin New York-ban nőtt fel. Anyja Janice Aldrin volt, aki feminista volt, és két állást vállalt, hogy eltartsa a családját. A sorozatban indirekt utalások vannak rá, hogy az űrhajós Buzz Aldrin is a rokona, olyan elszólásokkal, mint hogy a nagyapja is harcolt a koreai háborúban. Lily apja, Mickey egy sikertelen társasjáték-készítő, aki a szüleivel él, mióta elvált Janice-től. Mivel Mickey gyerekkorában sorozatosan cserbenhagyta őt, ezért fájó szívvel gondol apjára, aki Marvin születése után megígéri, hogy próbál jobb nagyszülő lenni, mint szülő.
Tinédzserkorában Lily a goth szubkultúrát választotta, befestette a haját feketére, és feketében is járt. Gimis barátját, Scootert kidobta az érettségi banketten, mert csak azért járt vele, mert a hosszú haja miatt hasonlított Kurt Cobain-re. Már kollégistaként ismerkedett meg Marshallal, és az első találkozásukkor egymásba szerettek, és azóta is együtt vannak.
Lily 2010-ben 32 éves volt, tehát kb. 1978-ban született. Önéletrajza szerint folyékonyan beszél olaszul, van angoltanári képesítése, ért a Photoshophoz, a Quarkhoz, és a Javához. A sorozatban többször panaszkodik amiatt, ha hiányzik neki a szex, emellett olyan kijelentéseket is tesz, melyek alapján nemcsak hogy tetszenek neki a nők, de lehet, hogy biszexuális is. A "Robin: Kezdőknek" című epizódban kicsit viccesen emlegeti, hogy vonzónak tartja Robint, és ábrándozott is róla. "A tökéletes koktél" című részben Robin meg is említi, hogy ha Lily részeg, nem mer vele kettesben maradni, mert rá akarna mozdulni.
Rossz tulajdonsága, hogy manipulatív, és úgy alakítja a dolgokat, ahogy neki tetszik. "A terasz" című epizódból kiderül, hogy sokszor képes a mesterkedéseivel összeugrasztani párokat, hogy azok szakítsanak egymással, csak azért, mert szerinte nem egymáshoz valóak. Barney ezért "ördögi bábjátékosnak" hívja, Ted pedig pszichopatának.

## Karakterfejlődés
A sorozat legelső epizódjában, 2005 szeptemberében Lily és Marshall eljegyzik egymást. Minden remekül alakul, míg az évad vége felé Lily rá nem jön, hogy nem tapasztalt meg annyi dolgot az életben, mint Marshall, és fél, hogy ezekről már le is marad. Felbontja a jegyességet, és San Franciscóba megy, hogy festészetet tanuljon a nyáron. Három hónap után letörten tér vissza New Yorkba élete legrosszabb nyaráról. Marshall eleinte nem akarja őt visszafogadni, de szép lassan rendeződik köztük a helyzet, és újra összejönnek, a második évad végén pedig összeházasodnak. A második évadban lép elő pofogadási biztosként, ő lesz az ellenőre Barney elbukott fogadásának, miszerint Marshall a sorozat során bármikor képen vághatja Barneyt, ötször.
A harmadik évadban kiderül, hogy Lily úgy vezeti le a feszültségét, hogy összevissza vásárolgat, a hitelkártyája terhére. Ez azzal a következménnyel jár, hogy nem kapnak kedvezményes hitelt, és így nem vehetik meg álmaik lakását – Marshallnak pedig fel kell adnia környezetvédelmi ügyvédi álmait, és egy nagy mamutvállalathoz megy dolgozni, a több pénz reményében. Amikor megveszik a lakásukat, kiderül, hogy egy szennyvíztelep mellett van, ráadásul lejt a padló, aminek a megcsináltatása még több pénzbe kerül.
A negyedik évadban neki mondja el Barney, hogy szerelmes Robinba, noha Lily képtelen titkot tartani. Ennek hatására rábírja Robint, hogy igenis számoljanak el egymás felé azzal, hogy éreznek egymás iránt.
A hatodik évadban kiderül, hogy Lily végre terhes, a hetedik évad végén pedig megszületik fiuk, Marvin Mostfigyelj Eriksen. A nyolcadik évadban Lily állásajánlatot kap a Kapitánytól, hogy legyen a művészeti tanácsadója. Ez végül azzal jár, hogy Olaszországba kellene költöznie egy évre. Marshall rábeszéli, hogy fogadja el, de közben ő titokban elfogad egy megüresedett bírói állást. Ez nagy feszültséget okoz köztük a kilencedik évadban, mely csak úgy oldódik meg, hogy kiderül: Lily ismét terhes, egy kislánnyal, Margarétával. Barney és Robin esküvőjének napján megerősítik házastársi esküjüket.
Pár évvel később megszületik harmadik, ismeretlen nevű gyerekük is. 